# Salomonblomsterpickare
Salomonblomsterpickare (Dicaeum aeneum) är en fågel i familjen blomsterpickare inom ordningen tättingar.

## Utseende och läte
Salomonblosmterpickaren är en mycket liten fågel med kort näbb. Den är grå på huvud, rygg och g bröst, med en bjärt karmosinröd fläck på bröstet. Strupen är vit och buken gul eller gråbeige. Vanligaste lätena är snabba "tik-tik-tik-tik" och ljusa "sweet sweet".

## Utbredning och systematik
Salomonblomsterpickare delas in i tre underarter:
- Dicaeum aeneum aeneum – förekommer på Bougainville, Choiseul, Ysabel och på näraliggande norra Salomonöarna
- Dicaeum aeneum becki – förekommer på Guadalcanal och på Florida Island (Salomonöarna)
- Dicaeum aeneum malaitae – förekommer på Malaita Island (Salomonöarna)

## Levnadssätt
Salomonblomsterpickare hittas i alla typer av skogs- och buskmiljöer. Där ses den födosöka mycket aktivt, konstant i rörelse.

## Status
Arten har ett begränsat utbredningsområde, men beståndet anses vara stabilt. IUCN kategoriserar arten som livskraftig.